# Тимофеева, Валентина Александровна
Валентина Александровна Тимофеева (род. 1 февраля 1937, Москва) — советская спортсменка, пятикратная чемпионка СССР (1960—1963, 1965) и пятикратная чемпионка Европы (1960—1964) по академической гребле. Мастер спорта СССР (1960).

## Биография
Родилась 1 февраля 1937 года в Москве. Занималась академической греблей в спортивных обществах «Труд» и «Спартак» под руководством заслуженного тренера СССР Петра Сергеева.
Выступала в качестве рулевой в экипажах четвёрок и восьмёрок. Наиболее значимых результатов добивалась в начале и середине 1960-х годов, когда по пять раз становилась чемпионкой СССР и чемпионкой Европы в классе четвёрок с рулевыми.
В 1961 году окончила Московский энергетический институт. Параллельно со спортивной карьерой и после её окончания работала в опытно-конструкторском бюро московского приборостроительного завода «Манометр».